# Ротанг
Рота́нг, также пишется как ратан (англ. rattan и «rotan» по-малайски) — натуральный материал для плетения родом из Юго-Восточной Азии. Включающий примерно 600 видов вьющихся пальм Старого Света, принадлежащих к подсемейству Calamoideae. Лианы семейства пальм родов каламус и демоноропс, из которых заготавливают одноимённый материал для плетения различных изделий, изготовления тростей и тканей.

## Описание
Основным районом произрастания каламуса является тропическая Азия — там сосредоточено более 330 видов растения. В африканских и австралийских тропиках также присутствуют несколько видов ротанговых растений.
Длина стеблей растения может превышать 300 метров. Таким образом лоза ротанга при помощи видоизменённых листьев достигает крон деревьев в тропиках. Большинство видов ротанга имеют очень гибкую структуру, хотя при этом есть виды, которые выглядят как прямостоящие стебли 5—8 метров в высоту. Одни из наиболее известных прямостоящих ротанговых растений — это ротанг древовидный (Calamus arborescens) и ротанг прямостоящий (Calamus erecta).

## Использование

### Мебель
Древесина ротанга имеет трёхслойную структуру и состоит из очень прочной коры, более мягкого и пористого среднего слоя и твёрдой сердцевины. Ротанговые стебли различной толщины традиционно используются для изготовления мебели и плетёных изделий в странах Юго-Восточной Азии, в основном в Малайзии, Индонезии, Филиппинах — то есть везде, где растёт ротанговая пальма. Мебель из ротанга сочетает в себе экологичность, комфорт и красоту.
При производстве изделий с ротанговых стволов снимается кора, затем очищенные стебли проходят калибровку по диаметру (стандартные размеры ротанга обычно кратны 0,5 дюйма). После обработки паром ротанг хорошо гнётся, затем при высушивании сохраняет любую заданную форму, приобретая твёрдость и большую прочность. Из более толстых стеблей изготавливаются несущие части мебельной конструкции, более тонкие нарезаются на полоски для оплётки стыков, торцов, углов. Для ажурного плетения используется расщеплённая вдоль сердцевина ротанговой пальмы. Готовые изделия покрываются лаком или воском. Кора идёт на изготовление матов и циновок.
- Кресло из ротанга
- Плетёные изделия из ротангового волокна
- Плетение сиденья стула из ротанга
- Стулья из ротанга
- ДВП, облицованная ротангом

### Палки
- Холодное оружие из ротанга
- Трость из ротанга, один из символов Бродяги, персонажа Чарли Чаплина

Из-за своей эластичности стебли из ротанга лучше поглощают удары, чем обычные деревянные, поэтому их используют для изготовления тростей, палочек для выбивания пыли из ковров, барабанных палочек для ударных инструментов, а также в качестве оружия для боевых искусств и в национальных играх (например, арнис/эскрима).
Из ротанга в связи с его гибкостью и упругостью также изготовляют специальные трости (англ. rattan cane) для телесных наказаний, а также для оздоровительных упражнений в нэйгуне.

### Сумки
Стало также очень популярным среди женщин и молодых девушек носить сумки из ротанга, что пошло от волны «эко-последователей».